# Palestinci
Palestinci (arabsky الشعب الفلسطيني‎, aš-ša'b al-filastíní, arabsky الفلسطينيون‎, al-Filastínijjún), dříve také palestinští Arabové (arabsky العرب الفلسطينيون‎, al-'Arab al-filastínijjún) jsou národ arabských obyvatel Palestiny, jehož významná část žije mimo Palestinu v exilu. Jde o označení společenství lidí, kteří po tisíciletí žili na území jižní Levanty (v regionu známém jako Palestina). Vzhledem k historickým migračním vlnám jsou dnešní Palestinci potomky směsice lidí ovlivněných různými kulturami. Geneticky jde zejména o potomky arabských a semitských etnik.
Jednotná palestinská národní identita se začala utvářet v době národních hnutí na sklonku 19. století. Zprvu ji významně ovlivnil arabský nacionalismus stavějící se proti Osmanské říši. Dalšími vlivy bylo vymezování se proti imigraci evropských Židů propagované sionistickým hnutím a proti zřízení britské mandátní správy Palestiny. Po vzniku židovského státu Izrael a během války v roce 1948 došlo k vysídlení arabských obyvatel Palestiny, události Palestinci označované jako Nakba (tj. „Pohroma“). Tehdy se jádrem národní identity stala také vyhlídka společné budoucnosti ve vlastním státě. Tento aspekt byl ještě posílen po ovládnutí zbývajících palestinských území Izraelem v roce 1967 v důsledku šestidenní války. 
Od roku 1964 zájmy Palestinců na mezinárodní úrovni hájila Organizace pro osvobození Palestiny (OOP). Celé 20. století Palestinci usilovali a bojovali o právo na sebeurčení v rámci izraelsko-palestinského konfliktu. OOP po desetiletích ozbrojeného boje Palestince dovedla k mírovým jednáním, které v roce 1994 vyústily v dohody z Osla a vytvoření Palestinské autonomie. Organizace pro osvobození Palestiny již v roce 1988 vyhlásila stát Palestina.
Navzdory exodu v důsledku války v r. 1948 a války v r. 1967 polovina světové populace Palestinců zůstala na území tzv. Západního břehu Jordánu, Pásma Gazy a Izraele. Značná část Palestinců má oficiálně přiznaný status uprchlíka nebo vnitřně vysídlené osoby. Jsou jedinou etnickou entitou na světě, které OSN status uprchlíka přiznává i pro 3. generaci potomků. Na území bývalé mandátní Palestiny stále žije 7,3 milionu Palestinců. Přes dva miliony z nich mají status uprchlíka. Druhá polovina Palestinců žije v diaspoře, více než polovině těchto lidí je bráněno (např. v Libanonu) získat státní příslušnost. V okolních zemí žije většina Palestinců stále se statusem uprchlíka (přes dva miliony v Jordánsku, půl milionu v Sýrii a téměř půl milionu v Libanonu) a z nich část dosud v uprchlických táborech. Další významné populace jsou v Saúdské Arábii, Kataru, Chile, Spojených státech amerických, Německu, Spojených arabských emirátech a v Egyptě.

## Etymologie
Řecké označení Palaistínē (Παλαιστίνη), k němuž je příbuzné arabské Filastin (فلسطين), se poprvé objevuje v dílech řeckého historika Hérodota z 5. století př. n. l., kde popisuje přímořskou zemi situovanou mezi Fénicií a Egyptem. Herodotos využíval tento termín také jako etnonymum, když psal o „Syřanech z Palestiny“ nebo „Palestinských Syřanech“ – etnické amorfní skupině, kterou odlišuje od Féničanů. V Semitských jazycích například v Akkadštině slovo Palastu odkazuje k jižnímu území. Ve starověké Hebrejštině je příbuzným slovem Plištim, překládané jako Pelištejci, které však nerozlišuje jednotlivé Mořské národy, které se u hranic s egyptskou říší po vytlačení z Egypta usídlily kolem roku 1100 př. n. l.
Označení Palestinská Sýrie bylo nadále užívána starověkými historiky, geografy a dalšími pro oblast mezi Středozemním mořem řekou Jordán, například ve spisech Filóna, Josefa Flávia nebo Plinia staršího. Oficiálním názvem se „Syria Palaestina“ stala, když Římané přejmenovali po židovských povstáních provincii Judeu. Přívlastek „Palaestina“, který ji odlišoval od sousední provincie Syria, se začal používat samostatně jako zpodstatnělé jméno a to i jako oficiální administrativní jméno oblasti, byl vyražen na mincích, úředních listinách a pronikl dokonce do rabínské literatury. Při administrativní reformě císaře Theodosia I. roku 390 vznikly provincie Palestina I a Palestina II. Krátce po smrti muslimského proroka Mohameda (632) byla oblast Palestiny dobyta jeho arabskými přívrženci jako součást islámské expanze. Jméno bylo do arabštiny převzato v podobě Filastin a bylo užívané k označení regionu arabskými geografy.

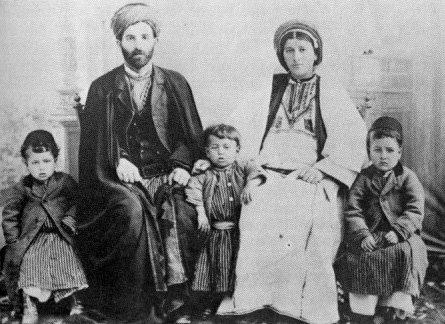
Palestinská rodina z Ramalláhu, 1905

Během trvání Britského mandátu Palestina byl termín „Palestinec“ užíván pro všechny jeho občany bez rozdílu náboženské nebo etnické příslušnosti.
Po vyhlášení nezávislosti Izraele, v roce 1948, se užívání termínů „Palestina“ a „Palestinský“ pro palestinské Židy přestalo používat. Například anglicky psané noviny The Palestine Post, založené Židy v roce 1932, změnily svůj název v roce 1950 na The Jerusalem Post. Židé v Izraeli a na Západním břehu se dnes v návaznosti na geografickou a historickou identitu označují jako Izraelci. Arabští občané Izraele se označují jako Izraelci nebo Palestinci anebo Arabové.

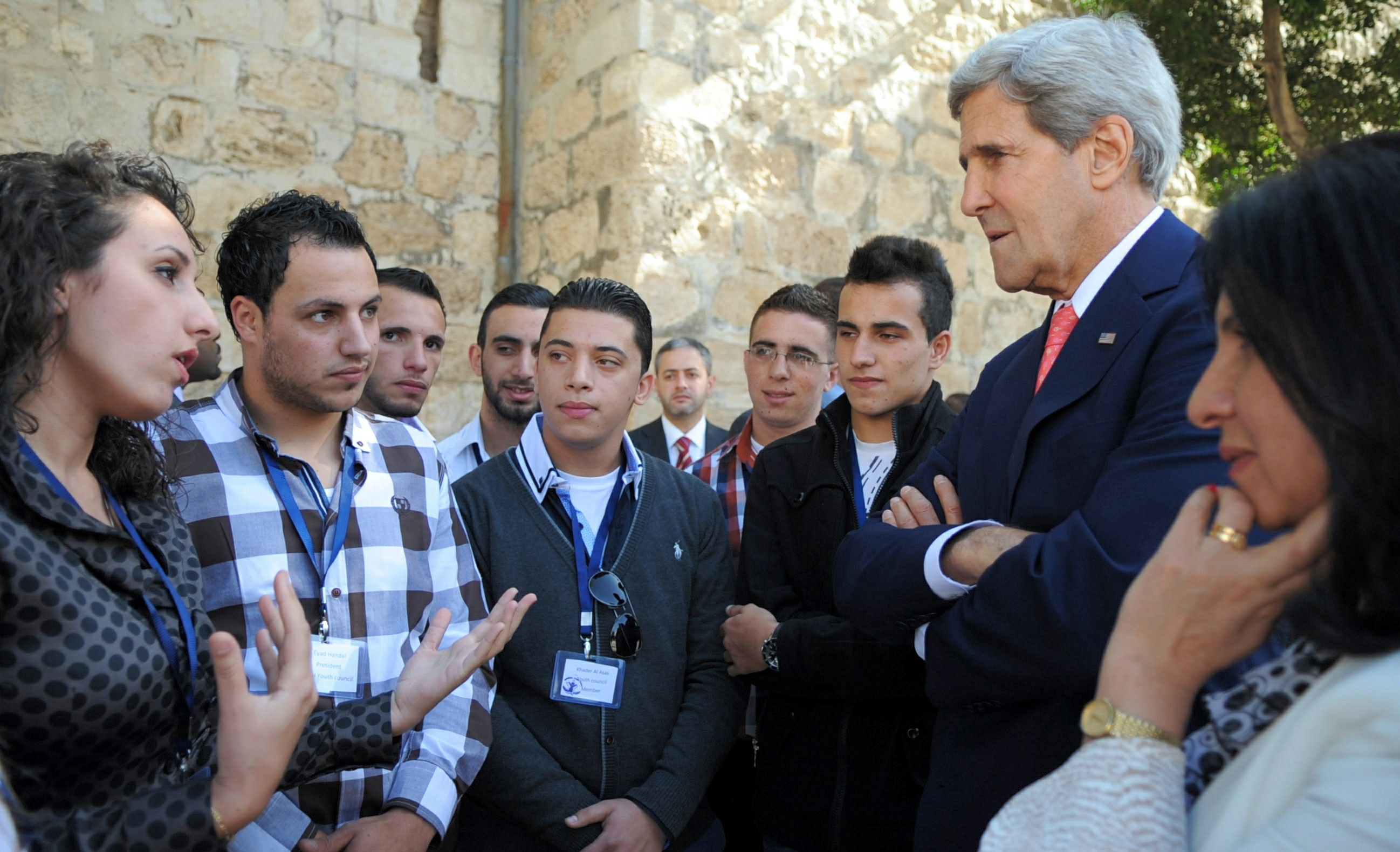
Mladí Palestinci v Betlémě na Západním břehu Jordánu hovoří s americkým ministrem zahraničí Kerrym

Organizace pro osvobození Palestiny v roce 1968 definovala „Palestince“ jako „ty Araby, kteří do roku 1947 sídlili v Palestině bez rozdílu toho, zda byli vyhnání nebo tam zůstali. Kdokoliv, kdo se narodil po tomto datu palestinskému otci, i mimo Palestinu, je Palestincem”. Arabská národnost není nábožensky specifikovaná, zahrnuje Arabsky mluvící muslimy, Arabské křesťany a další náboženské komunity jako jsou Samaritáni a Drúzové, které také mluví arabštinou. Palestinští Židé jsou do této definice také zahrnuti, avšak pouze arabsky mluvící židé, kteří sídlili v Palestině před počátkem sionistické invaze. Charta OOP také zavádí pojem, že „Palestina s hranicemi, které měla v rámci Britského mandátu, je nedělitelnou teritoriální jednotkou“.

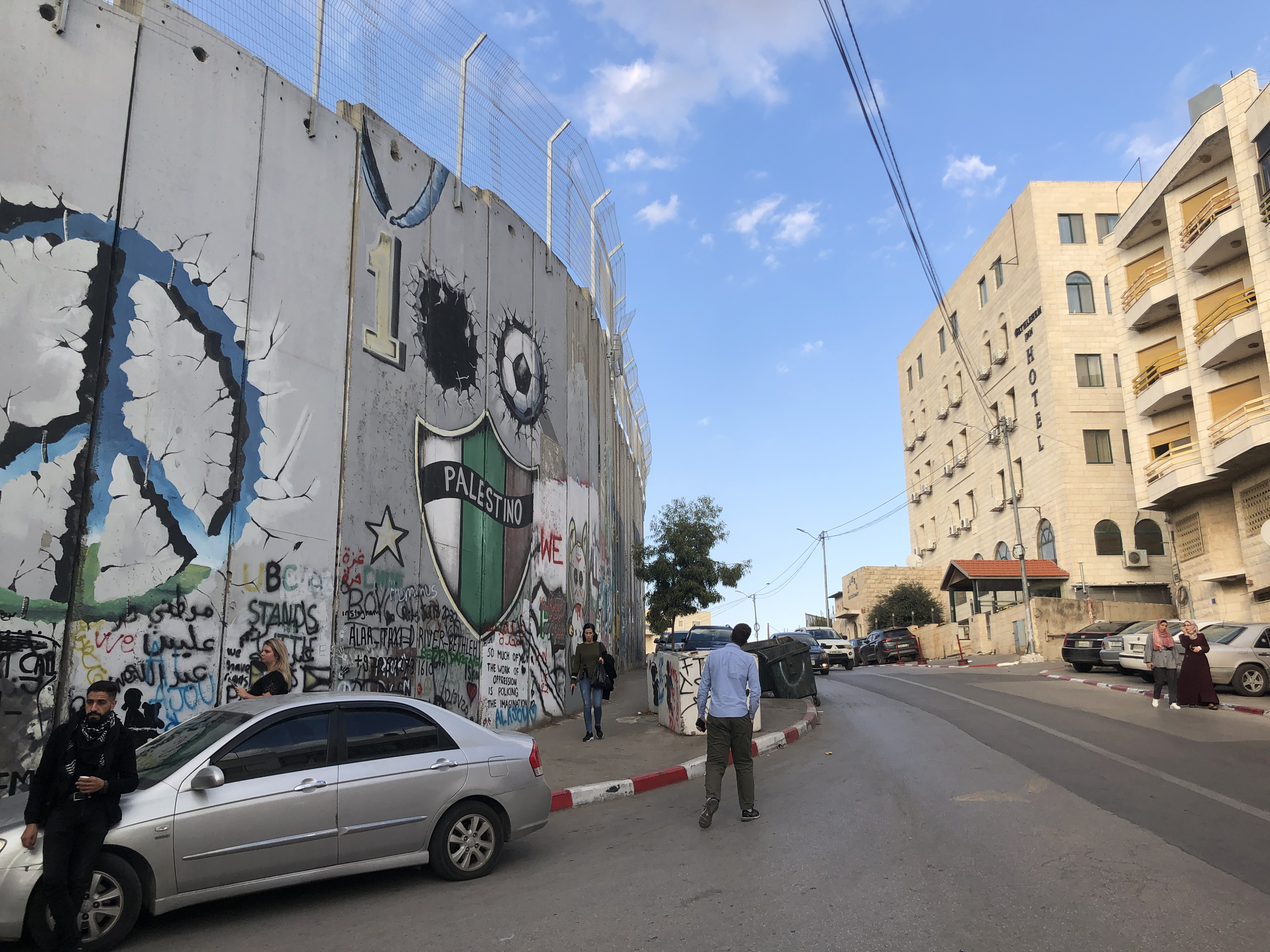
Zeď oddělující Izrael a palestinská území na Západním břehu Jordánu z palestinské strany

## Genetický původ
Moderní testy DNA zjistily, že Palestinci jsou potomci původního obyvatelstva, které žilo v období pozdního paleolitu v oblasti Levanty. Jednalo se o nositele kultury Natúfien, kteří v Levantu žili před asi 12 tisíci lety a geneticky měli blízko k současným obyvatelům Jemenu, ale v dalších tisíciletích se smísili s migračními vlnami z oblasti Anatolie a Kavkazu. Jejich potomci byli starověcí semitští Kananejci, kteří žili v době bronzové na území Kanaánu, kde se dnes nalézají západní Sýrie, Libanon, Palestina a Izrael.
Na základě testů DNA z roku 2020 bylo zjištěno, že Palestinci mají 81–87 % genů původních obyvatel Levanty, kteří žili v regionu v období 2100–1550 př. n. l., a zbytek tvoří evropské a africké geny jako důsledek pozdějších invazí a obchodu s otroky. Stejný starověký levantský původ jako Palestinci mají další arabsky mluvící populace Levanty, například Drúzové, Libanonci, Beduíni, Jordánci a Syřané, a také většina židovských komunit, například maročtí a aškenázští Židé, kteří se ale odlišují tím, že mají 31–41 % evropských genů.

## Demografie

### Diaspora
Neexistují přesné statistiky s jednotnou metodologií ze všech zemí, ve kterých žije významnější menšina Palestinců. V roce 2022 však Palestinský centrální statistický úřad stanovil, že celosvětově žilo cca 14 300 000 Palestinců. Necelá polovina z nich měla žít v diaspoře. Bez započítání registrovaných uprchlíky bylo nejvíce Palestinců v Chile (500 000), Saúdské Arábii (461 000), Kataru (356 000), Spojených státech amerických (200 000), Německu (200 000), Spojených arabských emirátech (200 000) a v Egyptě (135 000). Do zemí Jižní Ameriky probíhala migrace již v 19. století v době Osmanské říše, kdy šlo nejčastěji o palestinské křesťany. Pokračovala však i později. Hlavními cílovými zeměmi zde byly Chile, Salvador a Honduras. Dva prezidenti těchto zemí měli palestinské kořeny. V Chile šlo o Antonia Saca (prezidentem byl v letech 2004–2009) a v Hondurasu o Carlose Roberta Florese (prezidentem byl v letech 1998–2002).

### Uprchlíci
Významnou část Palestinců tvoří registrovaní uprchlíci. Úřad OSN pro palestinské uprchlíky na Blízkém východě v roce 2025 evidoval 5,9 milionu registrovaných uprchlíků. Palestinské uprchlické komunity se utvářely od roku 1948, kdy došlo k vysídlení palestinských Arabů v důsledku občanské války v mandátní Palestině a první arabsko-izraelské války. Vysídleno bylo přes 700 tisíc lidí. OSN následně v roce 1949 zřídila Úřad OSN pro palestinské uprchlíky na Blízkém východě, který poskytoval humanitární pomoc v desítkách uprchlických táborů v zemích sousedících s Izraelem. Další masová uprchlická vlna následovala v roce 1967, kdy Izrael v šestidenní válce obsadil Pásmo Gazy, Západní břeh Jordánu a Východní Jeruzalém. Jelikož se status uprchlíka vztahuje i na potomky původních palestinských uprchlíků, v průběhu let počet osob s tímto statusem značně narostl. Ovšem jen asi třetina z nich žije v uprchlických táborech. Na palestinských území žije dohromady 2,5 milionu registrovaných uprchlíků. Mimo palestinská území je nejvíce uprchlíků registrováno v Jordánsku (2,39 milionu), Sýrii (586 000) a Libanonu (493 000).
V červnu 1948 izraelská vláda zamítla palestinským uprchlíkům právo na návrat. V prosinci 1948 Valné shromáždění OSN přijalo rezoluci č. 194, která stanovila, že všem uprchlíkům, kteří se chtějí vrátit a žít v míru se toto musí umožnit. Ostatním měli pomoci hostitelské země. Proti rezoluci například hlasovaly země Ligy arabských států a komunistického bloku. Izrael v té době nebyl členskou zemí OSN. V praxi ale Izrael naplnění rezoluce zabránil.
V souladu s rezolucí Ligy arabských států z roku 1965 většina arabských zemí odmítla udělit Palestincům občanství s argumentem, že by to bylo ohrožením jejich práva na návrat do jejich domovů v Palestině. V roce 2012 se Egypt odchýlil od této praxe tím, že udělil občanství 50 000 Palestincům, většinou z Pásma Gazy.
Palestinci žijící v Libanonu jsou zbaveni základních občanských práv. Nemohou vlastnit domy ani pozemky a nemohou se stát právníky, inženýry a lékaři.
V Izraeli se nachází 274 000 Palestinců, kteří mají status vnitřně vysídlených obyvatel. Nemají tak status uprchlíka. Jde rovněž o Palestince vysídlené v důsledku válek z roku 1948.

### Náboženství
S Islámskou expanzí v 7. století velká část obyvatel Palestiny přijala sunnitský islám, nicméně část obyvatelstva z byzantských dob zůstávala křesťany, kteří se dnes hlásí k různým denominacím. Podle údajů českého ministerstva zahraničí se jedná o 98 % muslimů a 2 % křesťanů. Významné jsou také komunity Drúzů a Samaritánů, které se většinově nepovažují za „Palestince“. Vernakulárním jazykem Palestinců bez rozdílu vyznání je arabština. Izraelští Arabové jsou bilingvní a hovoří plynně hebrejsky.

### Jazyk
Palestinská Arabština je jazyková podskupina Levantské Arabštiny. Před 7. století, kdy došlo k arabizaci Palestiny, se na tomto území používala hlavně Aramejština, Syrština a Řečtina. Palestinská Arabština má tři hlavní dialekty: rurální, městský a beduínský.

### Vzdělání

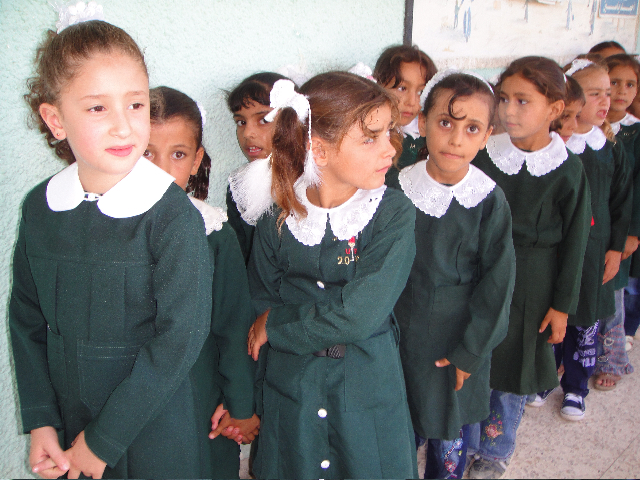
Palestinské žačky (2009)

Podle zprávy Rozvojového programu OSN z roku 2014 byla míra gramotnosti mezi Palestinci na Blízkém východě 96,3 %. Mezi roky 1997 a 2014 se také výrazně snížila dříve vyšší negramotnost mezi ženami (z 20 % na 6 %).

### Význam rodiny
Pro Palestince má rodina velký význam. Rodinu nechápají úzce coby nukleární rodinu, ale spíše jako rozsáhlé rody s vlastní rodovou historií. K tomu přispěl i fakt, že Palestinci historicky byli kmenovou společností. Rody se v průběhu doby navíc segmentovaly na městské, venkovské a nomádské. Mezi nimi fungovala třídní hierarchie. Například nobilita se nazývala a'ján (arabsky أَعْيَان‎). Příslušnost k dané třídě byla spojena s přístupem k určitým profesím. Příslušníci měšťanské elity tradičně vykonávali obchodnické, duchovní, správní a vojenské činnosti. Příslušníci venkovské elity byli zpravidla náčelníky vesnic a stařešinami (šejky). Běžným venkovanům se říkalo feláhové (arabsky فلاحين‎).
Vzhledem k významu rodu se klade velký důraz na rodové linie. Například v palestinské venkovské společnosti a v mnoha městských oblastech se proto vdaná žena připojuje k rodině svého manžela a její děti jsou považovány za součást jeho rodové linie a tvoří otcovský klan, zatímco v případě rozvodu se manželka obvykle vrátí ke své rodině, ale dětem zůstane otcovo rodové příjmení.
Mezi významné rody v oblasti politiky a správy například patří: al-Husajní (Musa al-Husajni, Amín al-Husajní, Abd al-Kádir al-Husajní, Salím al-Husajní, Husajn al-Husajní), al-Barghútí (Marwán Barghútí, Mustafa Barghútí), al-Chálidí (Mustafa al-Chálidí, Husajn al-Chálidí, Júsuf al-Chálidí), ad-Dadžání (Árif ad-Dadžání, Abdurrahman ad-Dadžání), al-Chatíb (Rúhí al-Chatíb, Anwar al-Chatíb) nebo an-Našášíbí (Rághib an-Našášíbí).

## Kultura
Palestinská kultura je výsledkem dlouhého historického vývoje a prolínání různých civilizací, které na tomto území žily. Má mnoho společného s kulturami okolních zemí Levanty, zejména Libanonu, Sýrie, Jordánska, a obecněji s celým arabským světem.
Palestinská kuchyně odráží vlivy arabské, perské a turecké kuchyně. Mezi tradiční pokrmy patří sladký dezert kanafeh, pečené kuře s chlebem a cibulí musakhan a různé sýry. Oblíbený je předkrm meze (například hummus, tabouleh, baba ganuš, řecký jogurt a za'atar).
Palestinské umění je rozmanité a jeho podoba se často liší podle toho, zda jej tvoří Palestinci žijící v Palestině, v Izraeli nebo v diaspoře. Například současná palestinská literatura se vyznačuje smyslem pro ironii a zkoumáním existenciálních témat a otázek identity. Často reflektuje témata odporu proti okupaci, vyhnanství, ztráty, lásky a touhy po vlasti. Mezi známé autory patří Mahmúd Darwíš, Ghassán Kanafání, Izzat Ghazzawi, Edward Said, Fadwa Túkán, Susan Abulhawa nebo Adaníja Šiblí.
Palestinský folklór zahrnuje lidové příběhy, hudbu, tanec, přísloví, legendy, vtipy, lidových přesvědčení, zvyky a lidové tradice, včetně přenášení ústní historie. Mnoho palestinských příběhů má společné prvky s arabskou slovesností, i když schéma rýmování je odlišné. Existuje zde řada nadpřirozených postav: džinové, obři nebo ghúlové. Příběhy mají vždy šťastný konec a vypravěč je obvykle zakončí rýmem jako například: „Pták k nebi vzlétá, Bůh ti dnešní noc žehná“.
Samostatným uměleckým projevem jsou tradiční palestinské kroje. Ty byly běžné mezi venkovským obyvatelstvem (tzv. feláhy) až do poloviny 20. století. Po vysídlení se mezi uprchlíky v šedesátých letech vyvinul nový typ palestinské módy, který byl založen na nošení šálu.
- Žena z Betlému (40. léta 20. století)
- Mladá žena z Rámaláhu (počátek 20. století)
- Žena z Rámaláhu (cca 1920)
- Žena z Rámaláhu v tradičním kroji (cca 1920)
- Dívky z Betlému (před r. 1885)

## Názory na historickou existenci národa

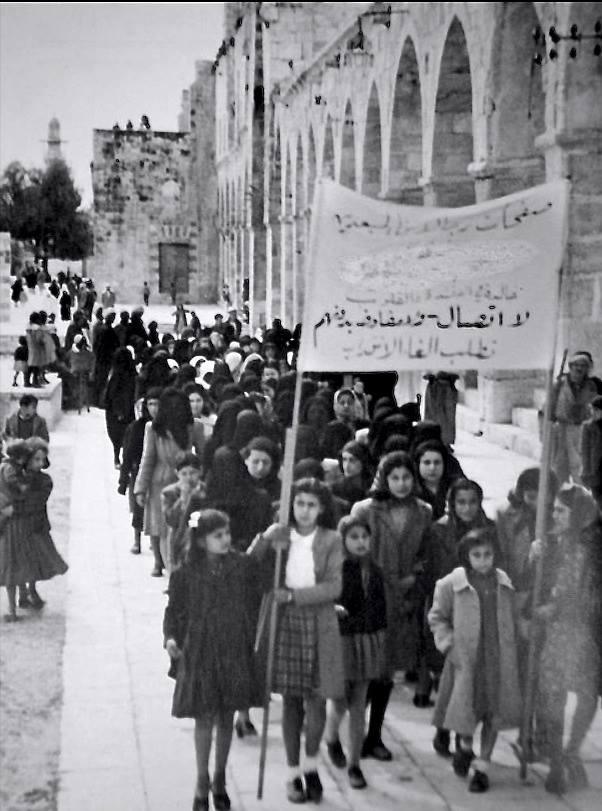
Ženský palestinský protest v Jeruzalémě v roce 1930. Na transparentu je „Žádný dialog, žádné vyjednávání před ukončením [Britského mandátu Palestina].“

Mezi historiky jsou neshody o době a příčinách vzniku palestinské národní identity. Zatímco někteří tvrdí, že palestinský národ má kořeny v povstání rolníků v roce 1834, podle jiných došlo k jednoznačnému odlišení Palestinců od ostatních Arabů až po období Britského mandátu Palestina. Podle právního historika Assafa Likhovskiho je převažující názor takový, že palestinská národní identita vznikla v prvních desetiletích 20. století. Tehdy se podle něj mezi místními novináři, a to křesťany i muslimy, začaly objevovat myšlenky na palestinskou autonomii poháněné strachem ze sionistických snah vytvořit židovský stát. Samotný termín pro Palestince byl převzat z arabského překladu knihy o Svaté zemi, následně se začal územím šířit a využíval se např. ve spojeních „palestinští lidé“ (ahl/ahālī Filasṭīn), „Palestinci“ (al-Filasṭīnīyūn), „děti Palestiny“ (abnā’ Filasṭīn) nebo „palestinská společnost“' (al-mujtama' al-filasṭīnī).
Historie Palestinské národní identity je otázkou diskutovanou mezi učenci. Právní historik Assaf Likhovski zastává názor, že palestinská identita se začala projevovat v prvních dekádách 20. století. První požadavek na národní nezávislost Levanty byl deklarován Syrsko-palestinským kongresem 21. září 1921. Po vzniku státu Izrael a palestinských exodech v letech 1948 a 1967 začal termín Palestinec označovat nejen místo narození, ale také sdílenou minulost a budoucnost ve smyslu zamýšleného Státu Palestina.
Historik Rašíd Chalídí se domnívá, že palestinská identita vznikla společně s dalšími nacionalistickými projevy na konci 19. století v Osmanské říši, přičemž se dále rozšířila po vzniku moderních národních států po první světové válce. Ačkoliv podle Chalídího sionismus hrál roli při formování palestinského národa, nesouhlasí s názorem, že vznikl především kvůli němu. Naopak historik James L. Gelvin zastává ten názor, že palestinský nacionalismus vznikl jako přímá reakce na sionismus. Ve své knize The Israel-Palestine Conflict: One Hundred Years of War uvádí, že „palestinský nacionalismus vznikl jako odpověď na imigraci a usazování sionistů v meziválečném období.“ Zároveň však tvrdí, že takový způsob vzniku nijak identitu Palestinců nezpochybňuje, jelikož každé národní hnutí podle něj vzniká v reakci na jiné.
Sociolog Baruch Kimmerling a politolog Joel S. Migdal za první událost, která vedla ke vzniku palestinského národa, považují povstání rolníků v roce 1834. Povstání předcházely vysoké požadavky na odvody do armády Muhammada Alího Pašy, který bojoval proti osmanskému sultánovi. Během povstání místní obyvatelstvo obsadilo velká města, mj. Jeruzalém, Hebron a Nablus, po třech měsících však armáda odpor potlačila. Historik Benny Morris naopak tvrdí, že i přes toto povstání zůstali Palestinští Arabové součástí panarabistckého hnutí. Historik Walid Chalídí je toho názoru, že Palestinci si byli během osmanské vlády vědomi své vlastní historie a kromě identifikaci s arabským původem se také považovali za následníky původního obyvatelstva, které na území Palestiny žilo „od nepaměti.“
Podle izraelského historika Efrajima Karše se palestinská identita vyvinula až po Šestidenní válce v roce 1967. Předcházející útěk Palestinců totiž původní společnost rozdělil natolik, že vznik národního hnutí nebyl možný. Zároveň arabské země v období mezi lety 1947 a 1967, v nichž žili palestinští uprchlíci, palestinská území okupovaly a zároveň  Palestincům upíraly právo na sebeurčení.

### Pohledy v rámci OOP v 70. letech
V roce 1977 se v podobném duchu vyjádřil tehdejší člen výkonného výboru Organizace pro osvobození Palestiny (OOP) Zahír Músejn v rozhovoru pro nizozemský deník Trouw, když prohlásil, že žádný palestinský národ jako takový není a reflektoval panarabský postoj k palestinské otázce. Músejn tehdy doslova prohlásil:
| „ | Žádný palestinský národ neexistuje. Vytvoření palestinského státu je pouze prostředkem pokračování našeho boje proti státu Izrael za naši arabskou jednotu. Ve skutečnosti dnes není žádný rozdíl mezi Jordánci, Palestinci, Syřany a Libanonci. O palestinském lidu mluvíme dnes pouze z politických a taktických důvodů, protože národní zájmy Arabů vyžadují, abychom jako účinný prostředek boje proti sionismu vyzvedli existenci zvláštního 'palestinského národa'. Jordánsko jako suverénní stát s definovanými hranicemi nemůže uplatňovat nároky na Haifu a Jaffu. Jako Palestinec si však mohu nepochybně nárokovat Haifu, Jaffu, Beer-ševu i Jeruzalém. Jakmile jednou prosadíme naše právo na celou Palestinu, nebudeme váhat ani minutu a spojíme ji s Jordánskem. | “ |

### Izraelský pohled
V minulosti vyjádřilo více osobností pochybnost nad historickou existencí palestinského národa. Patří mezi ně například bývalá izraelská ministerská předsedkyně Golda Meirová, která tak učinila v červnu 1969 v rozhovoru pro britský list The Sunday Times. Dodala, že až do konce 60. let „nikdo, a nejméně ze všech ostatní arabské národy, neuznal existenci, či dokonce potenciální existenci, takovéhoto národa.“ Na otázku redaktorů, zdali „považuje palestinské bojovníky, takzvané fedajíny, za důležitý nový prvek Blízkého východu“ odpověděla doslova:
| „                                                                 | Důležitý? Ne. Nový prvek? Ano. Nic takového jako palestinský národ neexistovalo. Kdy existoval nezávislý palestinský národ s palestinským státem? (…) Nestalo se to, že by existoval palestinský národ v Palestině, který by se považoval za palestinský národ a my přišli, vyhnali je a zabrali jejich stát. Oni neexistovali. | “ |
| — Golda Meirová v rozhovoru pro The Sunday Times, 15. června 1969 | |   |

Bývalý arabský člen Knesetu a profesor Azmí Bišára se v izraelské televizi v 90. letech vyjádřil také k existenci palestinského národa.
| „                                         | Vůbec si nemyslím, že existuje palestinský národ. Myslím si, že existuje arabský národ. Vždy jsem si to myslel. Nezměnil jsem svůj názor. Nemyslím si, že existuje Palestinian nation. Myslím si, že to je koloniální vynález - Palestinian nation. Kdy kde byli Palestinci? Nemyslím si, že existuje palestinský národ. Myslím si, že existuje arabský národ. Přes svůj odhodlaný boj proti okupaci jsem se nestal palestinským nacionalistou. | “ |
| — Azmí Bišára v rozhovoru pro Aruc štajim | |   |

### Mezinárodní společenství
Právo Palestinců na sebeurčení bylo potvrzeno Valným shromážděním OSN a Mezinárodním soudním dvorem v Haagu.
Celkem 147 zemí světa uznalo Palestinu jako stát, OSN uznalo Palestinu jako nečlenský stát v roce 2012. Palestinská suverenita nad oblastmi nárokovanými jako součást Státu Palestina však zůstává omezená a hranice státu zůstávají předmětem sporu mezi Palestinci a Izraelem.